# Lucila Lehmann
María Lucila Lehmann (Santa Fe, 28 de mayo de 1983) es una política argentina. Fue  diputada nacional por la provincia de Santa Fe con mandato entre 2017 y 2021.
En la provincia de Santa Fe es la responsable del partido Coalición Cívica, conformado y liderado por Elisa "Lilita" Carrió. Dentro de la Cámara de Diputados de la Nación, forma parte del bloque de la Coalición Cívica, e integra las comisiones de Agricultura y Ganadería, Relaciones Exteriores y Culto, Finanzas y Mercosur. Integró y presidió en Argentina la Red Latinoamericana de Jóvenes por la Democracia, organización regional con presencia en todos los países de América Latina, que trabaja cuestiones de libertad, Democracia, Derechos Humanos y transparencia.[cita requerida] Fue fundadora y presidenta de la Comisión de Políticas de la Juventud, en el Concejo Consultivo de la Sociedad Civil para la Cancillería Argentina, espacio destinado a la construcción de políticas orientadas a la participación activa de jóvenes de la región en la cosa pública.
Fue disertante en el Encuentro “Expresión Democracia 2015”, junto a expresidentes de América Latina, jóvenes líderes de la región, y líderes políticos venezolanos organizados por la Red Latinoamericana de Jóvenes por la Democracia, el 4 de diciembre de 2015 en Caracas, Venezuela.

## Biografía
Nació en la ciudad de Santa Fe el 28 de mayo de 1983. En el año 2008 se recibió de Odontóloga en la Universidad Nacional de Rosario. En 2015 fue designada como Asesora en la Comisión de Salud de la Cámara de Diputados del Congreso de la Nación, por el bloque de la Coalición Cívica. En 2017 fue elegida como diputada electa por la provincia de Santa Fe, como parte de la coalición Juntos por el Cambio, que agrupa al PRO, la UCR y la propia Coalición Cívica. Dentro de la Cámara de Diputados, preside el Grupo Parlamentario de Amistad con la República Oriental del Uruguay e integra el Grupo Parlamentario de Amistad con el Estado de Israel y con Alemania.
Actualmente, reside en la ciudad de Santa Fe, está casada, y fuera de su actividad política, es aficionada a la música.
Es una férrea defensora de la república, la transparencia en Argentina y en Santa Fe. 

## Orígenes
Lucila Lehmann es tataranieta de Guillermo Lehmann, colonizador de la Provincia de Santa Fe, fundador de varias localidades importantes, entre las que se destaca Rafaela, y de su esposa, Ángela de la Casa, quien continuará al frente de la empresa colonizadora una vez fallecido su marido. Por otro lado, es bisnieta de quien fuera Gobernador de Santa Fe (1916-1919), Rodolfo Lehmann.
Desde su ascendencia materna, se destaca su vínculo con José Elías Galisteo, padre de su tatarabuelo, también Gobernador Interino (1838) de la Provincia de Santa Fe.